# Ibias
Ibias là một đô thị trong cộng đồng tự trị của Công quốc Asturias, Tây Ban Nha.

## Giáo khu
- Cecos
- Marentes
- Os Coutos
- A Peliceira
- Santo Antolín de Ibias
- San Clemente
- Sena
- Seroiro
- A Estierna
- Taladriz
- Tormaleo